# Toni Söderholm
Toni Söderholm (ur. 14 kwietnia 1978 w Kauniainen) – fiński hokeista, reprezentant Finlandii. Trener hokejowy.

## Kariera zawodnicza
- HIFK U16 (1993-1994)
- HIFK U18 (1994-1995)
- Trinity College School (1995-1997)
- HIFK U20 (1997-1998)
- UMass (Amherst) (1998-2002)
- HIFK (2002-2005)
- SC Bern (2005-2007)
- Frölunda (2007-2009)
- HIFK (2009-2015)
- EHC Red Bull Monachium (2015-2016)

Wychowanek klubu GrIFK. Wieloletni zawodnik HIFK w rozgrywkach SM-liiga (ponadto grał także w szwedzkiej Elitserien i szwajcarskiej NLA). Od 2009 ponownie w tym klubie. W maju 2012 przedłużył kontrakt z klubem o dwa lata, a w lutym 2014 o rok. Od kwietnia 2015 zawodnik EHC Red Bull Monachium. W maju 2016 ogłosił zakończenie kariery.
Uczestniczył w turniejach mistrzostw świata w 2004, 2005, 2007.

## Kariera trenerska
- EHC Red Bull Monachium (2016-2018), trener rozwojowy
- Reprezentacja Niemiec do lat 19 (2016/2017), asystent trenera
- Reprezentacja Niemiec do lat 20 (2016/2017, 2018/2019, 2019/2020), asystent trenera
- SC Riessersee (2017-2019), główny trener
- Reprezentacja Niemiec (2018-), główny trener

W maju 2017 został trenerem SC Riessersee. W grudniu 2018 został ogłoszony trenerem reprezentacji seniorskiej Niemiec.

## Sukcesy
Reprezentacyjne
- Srebrny medal mistrzostw świata: 2007

Klubowe
- Brązowy medal mistrzostw Finlandii: 2004 z HIFK
- Złoty medal mistrzostw Finlandii: 2011 z HIFK
- Srebrny medal mistrzostw Szwajcarii: 2007 z SC Bern
- Złoty medal mistrzostw Niemiec: 2016 z EHC Red Bull Monachium

Indywidualne
- Skład gwiazd akademików NCAA (Wschód): 1999, 2000, 2001, 2002
- SM-liiga 2002/2003:
  - Pierwsze miejsce w klasyfikacji asystentów wśród pierwszoroczniaków: 15 asyst
  - Najlepszy debiutant sezonu (Trofeum Jarmo Wasamy)
- SM-liiga 2003/2004:
  - Najlepszy obrońca sezonu (Trofeum Pekki Rautakallio)
  - Skład gwiazd sezonu
- SM-liiga (2010/2011):
  - Pierwsze miejsce w klasyfikacji +/- w fazie play-off: +10[7]
  - Najlepszy zawodnik w fazie play-off (Trofeum Jariego Kurri)
- SM-liiga (2011/2012):
  - Czwarte miejsce w klasyfikacji asystentów w sezonie zasadniczym: 39 asyst[8]
    - Pierwsze miejsce w klasyfikacji asystentów wśród obrońców w sezonie zasadniczym: 39 asyst

  - Dwunaste miejsce w klasyfikacji kanadyjskiej  w sezonie zasadniczym: 47 punktów[9]
    - Pierwsze miejsce w klasyfikacji kanadyjskiej wśród obrońców w sezonie zasadniczym: 47 punktów

  - Pierwsze miejsce w klasyfikacji +/- w sezonie zasadniczym: +31 (Trofeum Mattiego Keinonena)[10]
  - Skład gwiazd sezonu
- Liiga (2013/2014):
  - Pierwsze miejsce w klasyfikacji średniego czasu gry w meczu w fazie play-off: 28 min. 31 sek.[11]